# Șoseaua Olteniței
Șoseaua Olteniței este una dintre cele mai importante artere rutiere din sudul Bucureștiului, având o lungime de aproximativ 62 km și conectând Capitala cu orașul Oltenița, traversând localități precum Popești-Leordeni.